# 2010 en Chine
2008 en Chine - 2009 en Chine - 2010 - 2011 en Chine - 2012 en Chine
 2008 par pays en Asie - 2009 par pays en Asie - 2010 par pays en Asie - 2011 par pays en Asie - 2012 par pays en Asie -

## Chronologie

### Janvier 2010
- Lundi 11 janvier 2010 : Politique/Défense: essai de missile anti-balistique (en).
- Mardi 12 janvier 2010 : Google rend public l'Opération Aurora, une attaque concertée de pirates informatiques venant de Chine, et annonce son retrait du pays tant que la censure demeure.
- Mardi 19 janvier 2010 :
  - L'ex-vice-président de la Cour populaire suprême chinoise, Huang Songyou (en), est condamné à la prison à perpétuité pour corruption.
  - Émeutes dans le Yangshan (10 blessés et 9 arrestations).
- Vendredi 29 janvier 2010 : La Chine accepte de coopérer avec la coalition navale internationale qui patrouille dans le golfe d'Aden et l'océan Indien pour combattre la piraterie au large de la Somalie. La coalition comprend une flottille de l'OTAN, la force « Atalante » de l'Union européenne et les Forces maritimes combinées (CMF) dirigées par les États-Unis. La Chine et la coalition navale internationale, se sont « mises d'accord sur des modalités de coopération ».

### Mai 2010
- Samedi 1er mai 2010 : Début de l'Exposition universelle de 2010.
- Lundi 10 mai 2010 :  La revue Science révèle une catastrophe OGM en Chine du Nord. La culture sur 3 millions d'hectares d'un coton Bt, transgénique manipulé pour produire un insecticide contre un papillon ravageur a abouti à la prolifération de la punaise des champs, Adelphocoris lineolatus qui a ravagé 26 millions d'hectares de cultures maraîchères et fruitières, touchant 10 millions de petits exploitants du Hebei et du Shandong. De ce fait, ils ont dû fortement augmenter l'usage des pesticides chimiques pour sauver les récoltes[1].

### Juin 2010
- 27 juin, sommet du G20 à Toronto.